# Banu 'Abd al-Dar
I Banū ʿAbd al-Dār (in arabo ﺑﻨﻮ عبدالدار‎?, lett. "Figli dello schiavo del Santuario") erano un sotto-clan arabo della tribù meccana dei B. Quraysh.

## Storia
Il loro eponimo era ʿAbd al-Dār ibn Qusayy ibn Kilab. Storicamente questo sotto-clan era incaricato di portare il vessillo nelle operazioni belliche e Maometto mantenne questa tradizione.
Nelle battaglie tra Meccani pagani e musulmani, il vessillo era portato frequentemente da membri di questo sotto-clan, appartenenti ai due schieramenti.

## Membri del clan
- al-Nahdiyya[2].
- Muṣʿab b. ʿUmayr